# Hugo Corro
Hugo Pastor Corro (San Carlos, 5 novembre 1953 – Mendoza, 15 giugno 2007) è stato un pugile argentino, Campione mondiale dei pesi medi dal 1978 al 1979. Perse il titolo da Vito Antuofermo.

## Carriera
Corro diventa campione nazionale argentino dei pesi medi battendo Julio Medina a Mendoza il 10 dicembre 1976 per Kot alla terza ripresa. Prima di allora aveva combattuto 35 incontri, tutti in Argentina tranne uno, di cui 32 vinti, 2 persi e un pari. Il 9 maggio 1977 conquista il titolo sudamericano battendo a Lima il peruviano Marcelo Quiñones, con verdetto non unanime ai punti.
Il 19 novembre successivo approda per la prima volta in Italia dove, a Torino, batte l'ex sparring partner di Carlos Monzón, Mario Romersi, ai punti in otto riprese.
Dopo due match vittoriosi in Argentina torna in Italia e, il 22 aprile 1978, al Teatro Ariston di Sanremo affronta il colombiano Rodrigo Valdéz, alla sua prima sfida per difendere il titolo mondiale unanimemente riconosciuto della categoria. Contrariamente ai pronostici, Corro fa sua la cintura mondiale, battendo il colombiano con verdetto di stretta misura ma unanime.
L'11 novembre dello stesso anno concede la rivincita a Valdéz sul ring amico del Luna Park di Buenos Aires, e di nuovo sconfigge il colombiano, mantenendo il titolo. Il margine tra i due pugili, stavolta, è molto più netto .
Il 30 giugno 1979, sul ring di Fontvieille (Principato di Monaco), mette in palio la cintura mondiale contro l'italo-americano Vito Antuofermo. Questi gli strappa la corona mondiale superandolo con decisione contrastata (146-145, 143-142 e 145-146) in un match molto combattuto che l'italiano fa suo grazie al dominio nelle ultime riprese.
Dopo questo match, Corro rimane inattivo due anni. Riprende a calcare il ring combattendo gli ultimi  otto incontri quasi tutti in Argentina, tranne uno, con risultati deludenti (tre vittorie, quattro sconfitte e un pari).